# Istanbuls flygplats

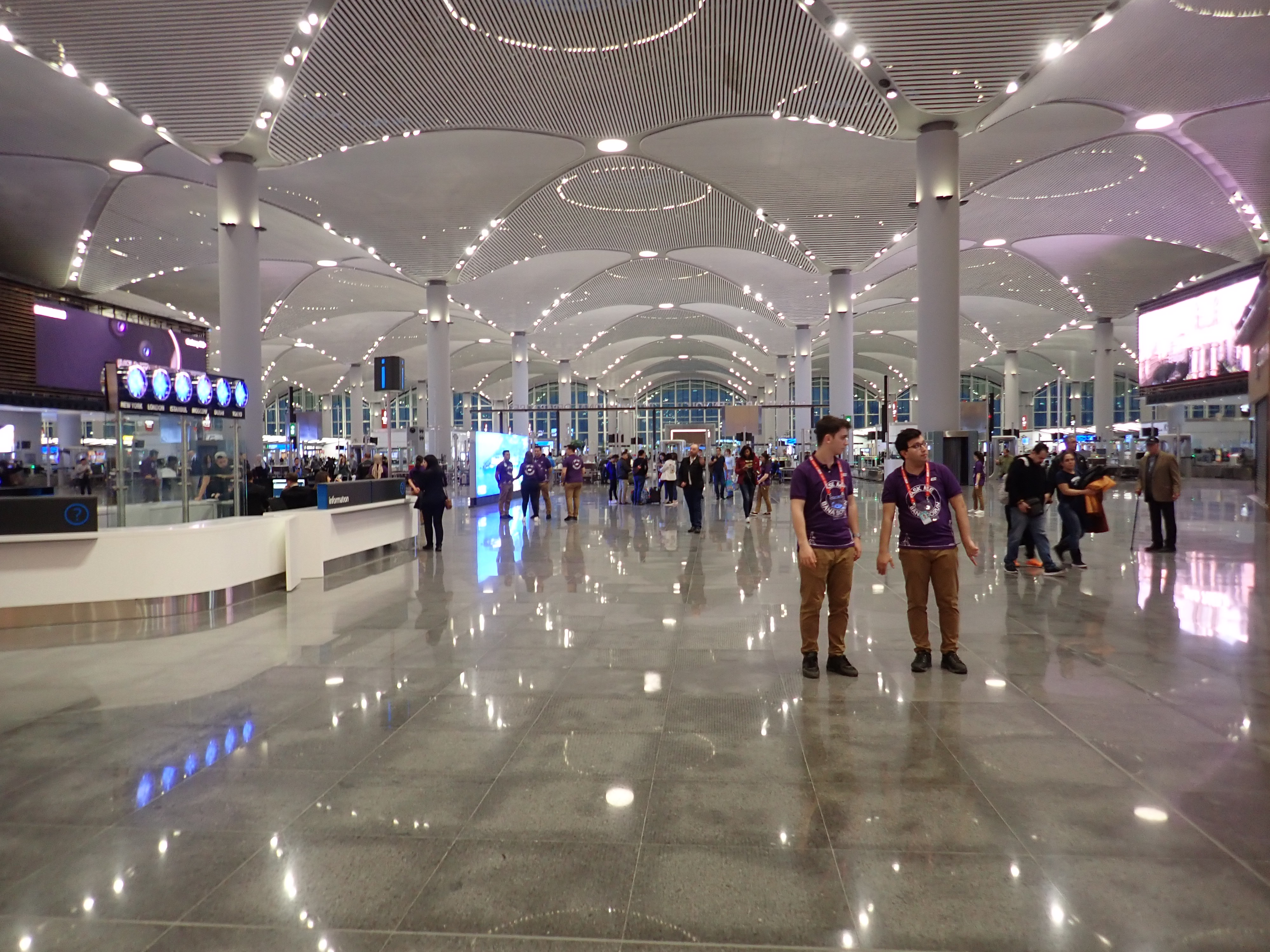
Hall i flygplatsen

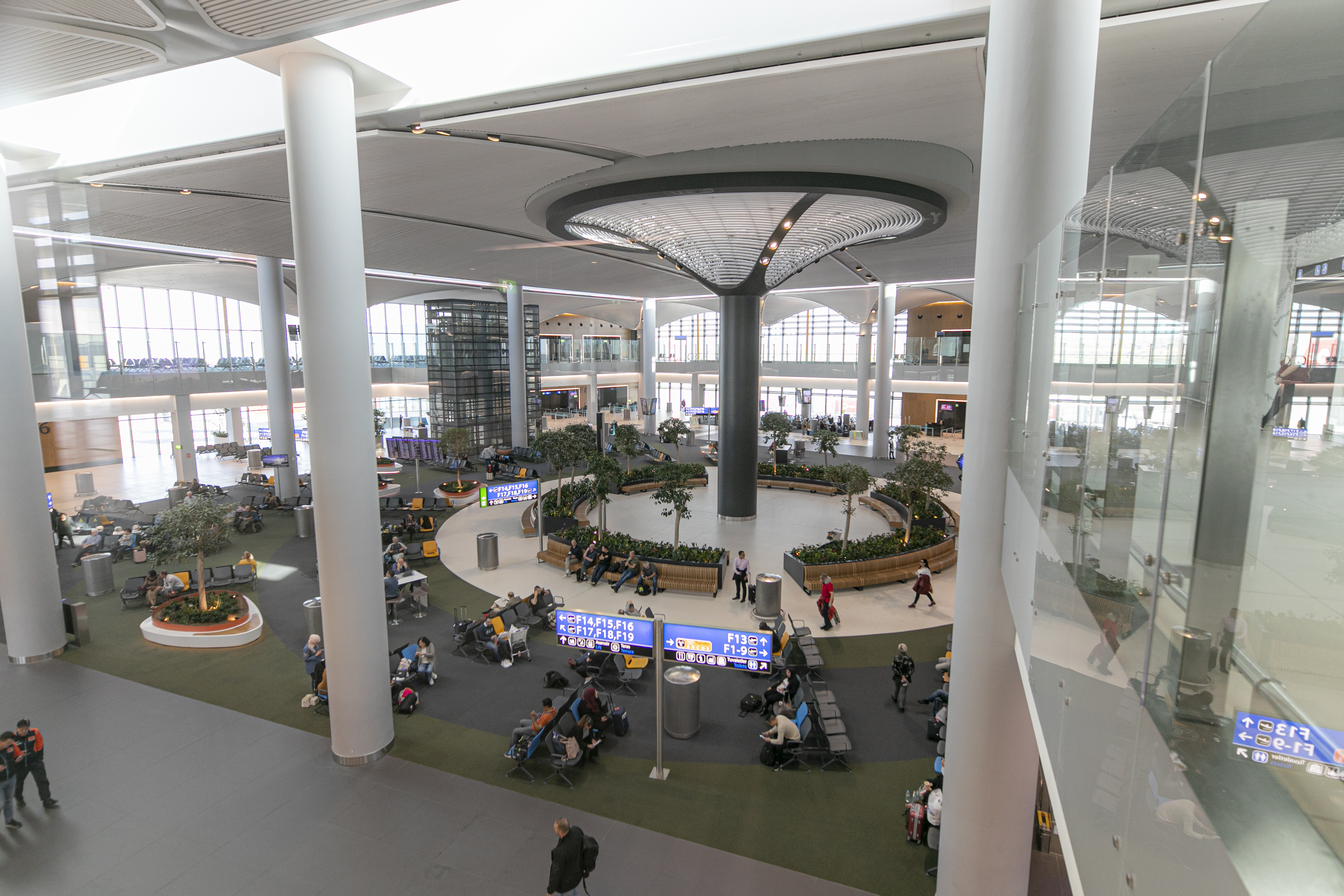
Insidan av flygplatsen

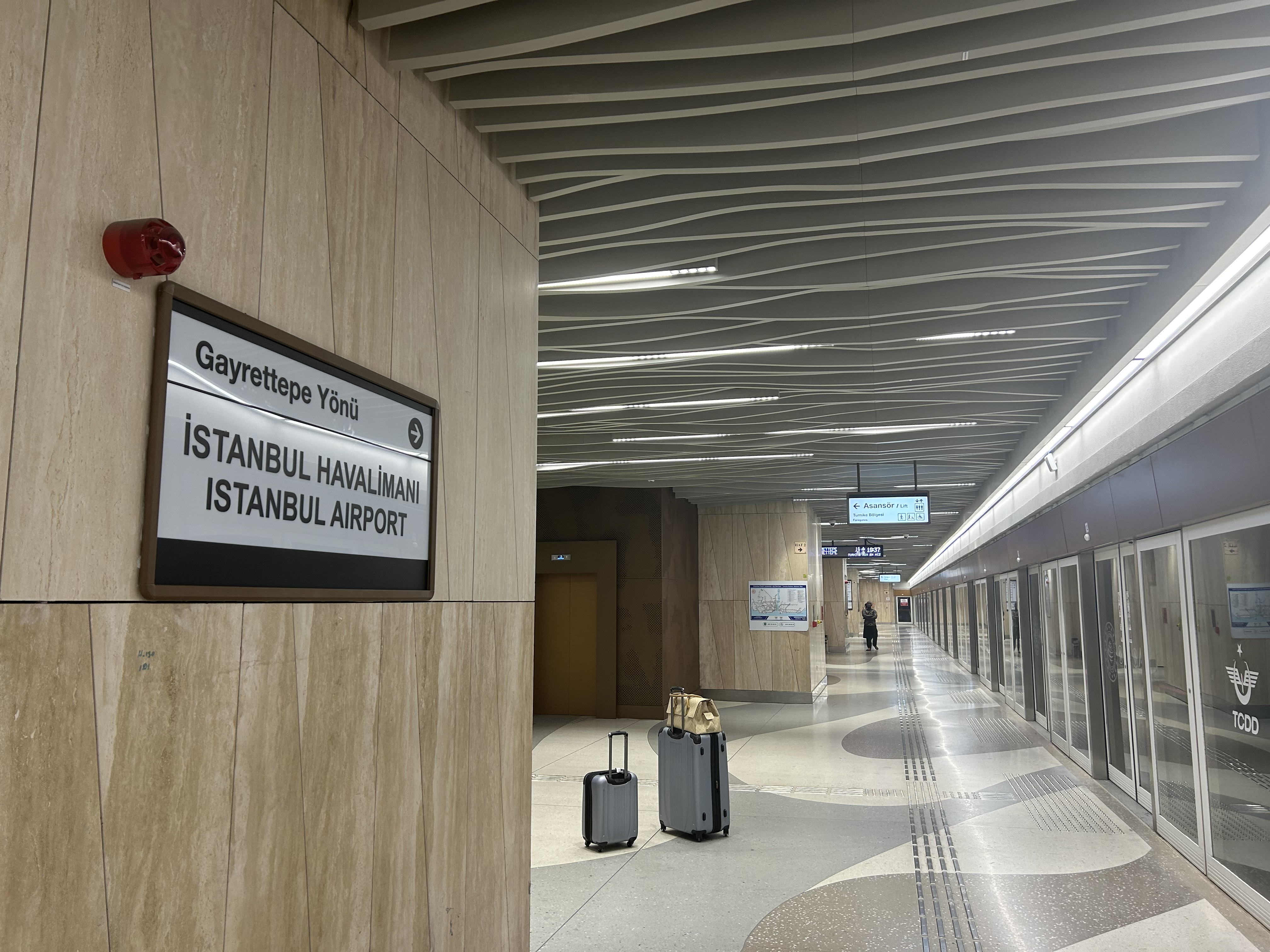
Istanbuls tunnelbana med flygplatsstation på linje

Istanbuls flygplats (turkiska: İstanbul Havalimanı)  är den största internationella flygplatsen i Istanbul, Turkiet och Europas näst största efter London-Heathrows flygplats. Den öppnades 20 oktober 2018 och är belägen i Arnavutköy, på den europeiska sidan, 35 km norr om Istanbuls centrum. Alla passagerarflyg överfördes från Istanbul Atatürks flygplats till Istanbul flygplats den 6 april 2019. Detta efter att Istanbul Atatürk flygplats stängdes och används enbart av transportflyg. När alla faser är klara 2025 kan flygplatsen hantera 200 miljoner passagerare per år.

## Destinationer
| Flygbolag                                 | Destinationer | Terminal |
| ----------------------------------------- | --- | -------- |
| Aegean Airlines                           | Aten | 2        |
| Aegean Airlines trafikeras av Olympic Air | Aten | 2        |
| Aeroflot                                  | Moskva-Sjeremetevo | 2        |
| Aeroflot trafikeras av Rossiya            | Sankt Petersburg | 2        |
| Afriqiyah Airways                         | Bayda, Tripoli | 2        |
| Air Algérie                               | Alger, Annaba, Constantine, Oran | 2        |
| Air Astana                                | Aktau, Almaty, Astana, Atyraw | 2        |
| Air France                                | Paris–Charles de Gaulle | 2        |
| Air Moldova                               | Chişinău | 2        |
| Ariana Afghan Airlines                    | Kabul | 2        |
| Asiana Airlines                           | Seoul–Incheon | 2        |
| Ata Airlines                              | Tabriz | 2        |
| AZALJet                                   | Baku | 2        |
| Azerbaijan Airlines                       | Baku | 2        |
| Belavia                                   | Minsk | 2        |
| British Airways                           | London–Heathrow | 2        |
| Buraq Air                                 | Tripoli–Mitiga | 2        |
| Caspian Airlines                          | Teheran-Imam Khomeini | 2        |
| EgyptAir                                  | Kairo | 2        |
| Emirates                                  | Dubai-International | 2        |
| Etihad Airways                            | Abu Dhabi | 2        |
| Ghadames Air Transport                    | Tripoli–Mitiga | 2        |
| Gulf Air                                  | Bahrain | 2        |
| Iran Air                                  | Tabriz, Teheran-Imam Khomeini | 2        |
| Iran Aseman Airlines                      | Urmia | 2        |
| Iraqi Airways                             | Bagdad, Basra, Erbil, Sulaymaniyya | 2        |
| Jazeera Airways                           | Kuwait | 2        |
| Kam Air                                   | Kabul | 2        |
| KLM                                       | Amsterdam | 2        |
| Korean Air                                | Seoul-Incheon | 2        |
| Kuwait Airways                            | Kuwait | 2        |
| Libyan Airlines                           | Bayda, Tripoli-Mitiga, Tripoli | 2        |
| LOT Polish Airlines                       | Warszawa-Chopin | 2        |
| Lufthansa                                 | Frankfurt Säsong: München | 2        |
| Mahan Air                                 | Teheran-Imam Khomeini | 2        |
| Meraj Airlines                            | Teheran-Imam Khomeini, Mashhad | 2        |
| Middle East Airlines                      | Beirut | 2        |
| Onur Air                                  | Adana, Amsterdam, Antalya, Berlin–Tegel, Bodrum, Dalaman, Diyarbakır, Düsseldorf, Elâzığ, Erzurum, Gaziantep, Gazipaşa-Alanya, Groznyj, Isfahan, Izmir, Malatya, Naltjik, Nicosia–Ercan, Moskva-Zjukovskij, Odessa, Paris–Charles de Gaulle, Samara, Samsun, Tjeljabinsk, Trabzon, Volgograd Säsong: Frankfurt, München, Stuttgart, Wien | 1, 2     |
| Pegasus Airlines                          | Izmir | 1        |
| Qatar Airways                             | Doha | 2        |
| Qeshm Airlines                            | Teheran-Imam Khomeini | 2        |
| Royal Air Maroc                           | Casablanca | 2        |
| Royal Jordanian                           | Amman-Drottning Alia | 2        |
| Saudia                                    | Dammam, Jeddah, Medina, Riyadh | 2        |
| SCAT                                      | Aktau | 2        |
| Singapore Airlines                        | Singapore | 2        |
| Somon Air                                 | Dusjanbe | 2        |
| Taban Air                                 | Isfahan | 2        |
| Tajik Air                                 | Dusjanbe | 2        |
| TAROM                                     | Bukarest | 2        |
| TUI fly Belgium                           | Bryssel, Charleroi | 2        |
| Tunisair                                  | Tunis | 2        |
| Turkish Airlines                          | Abidjan, Abu Dhabi, Abuja, Accra, Adana, Addis Ababa, Adıyaman, Ağrı, Ahvaz, Alexandria, Alger, Almaty, Amman–Drottning Alia, Amsterdam, Ankara, Antalya, Antananarivo, Asjchabad, Asmara, Astana, Astrachan, Aten, Atlanta, Bagdad, Bahrain, Baku, Bamako, Bangkok–Suvarnabhumi, Barcelona, Bari, Basel/Mulhouse, Basra, Batman, Batumi, Beirut, Belgrad, Berlin–Tegel, Bilbao, Billund, Bingöl, Birmingham, Bisjkek, Bodrum, Bogotá, Bologna, Boston, Bremen, Bryssel, Budapest, Bukarest, Buenos Aires–Ezeiza, Caracas, Casablanca, Catania, Charkiv, Cherson, Chicago–O'Hare, Chișinău, Cluj-Napoca, Colombo, Conakry, Constanța, Constantine, Cotonou, Çanakkale, Dakar, Dalaman, Dammam, Dar es Salaam, Delhi, Denizli, Dhaka, Diyarbakır, Djibouti, Doha, Douala, Dubai–International, Dublin, Dubrovnik, Durban, Dusjanbe, Düsseldorf, Edinburgh, Edremit, Elazığ, Entebbe/Kampala, Erbil, Erzincan, Erzurum, Frankfurt, Gaziantep, Gazipaşa-Alanya, Genève, Graz, Guangzhou, Gəncə, Göteborg, Hakkari, Hamburg, Hannover, Hanoi, Hatay, Havanna, Helsingfors, Ho Chi Minh-staden, Hongkong, Houston–Intercontinental, Hurghada, Iğdır, Isfahan, Islamabad, Izmir, Jakarta–Soekarno–Hatta, Jeddah, Johannesburg–O. R. Tambo, Kabul, Kahramanmaraş, Kairo, Kapstaden, Karachi, Kars, Kastamonu, Katmandu, Kayseri, Kazan, Khartoum, Kiev–Boryspil, Kigali, Kilimanjaro, Kinshasa-N'djili, Konya, Košice, Kuala Lumpur–International, Kuwait, Kütahya, Köln/Bonn, Köpenhamn, Lagos, Lahore, Leipzig/Halle, Libreville, Lissabon, Ljubljana, London–Gatwick, London–Heathrow, Los Angeles, Luxemburg, Lviv, Lyon, Madrid, Mahé, Málaga, Malatya, Malé, Malta, Manchester, Manila, Maputo, Mardin, Marseille, Mashhad, Mauritius, Mazar-i-Sharif, Medina, Merzifon, Milan–Malpensa, Miami, Minsk, Mogadishu, Mombasa, Montréal–Trudeau, Moscow–Vnukovo, Mumbai, Munich, Muscat, Muş, N'Djamena, Nairobi–Jomo Kenyatta, Najaf, Nakhchivan, Naples, Nevşehir, New York–JFK, Niamey, Nice, Nicosia–Ercan, Nouakchott, Nuremberg, Odessa, Oran, Ordu-Giresun, Oslo–Gardermoen, Ouagadougou, Panama City–Tocumen, Paris–Charles de Gaulle, Peking, Phuket, Podgorica, Porto, Prague, Pristina, Riga, Riyadh, Rome–Fiumicino, Rostov-on-Don, Saint Petersburg, Salzburg, Samsun, San Francisco, Samara, São Paulo–Guarulhos, Sarajevo, Seoul–Incheon, Shanghai–Pudong, Sharm el-Sheikh, Shiraz, Singapore, Sinop, Sivas, Skopje, Sochi, Sofia, Stavropol, Stockholm–Arlanda, Stuttgart, Sulaymaniyah, Şanlıurfa, Şırnak, Tabriz, Ta'if, Taipei–Taoyuan, Tallinn, Tashkent, Tbilisi, Tehran–Imam Khomeini, Tel Aviv–Ben Gurion, Thessaloniki, Tirana, Tokyo–Narita, Toronto–Pearson, Toulouse, Trabzon, Tunis, Turin, Ufa, Ulan Bator, Valencia, Van, Varna, Venice, Vienna, Vilnius, Voronezh, Warsaw–Chopin, Washington–Dulles, Yanbu, Yaoundé, Yekaterinburg, Zagreb, Zanzibar, Zaporizhia, Zürich Seasonal: Bordeaux, Friedrichshafen, Gassim, Karlsruhe/Baden-Baden, Münster/Osnabrück, Pisa | 1, 2     |
| Turkmenistan Airlines                     | Ashgabat, Turkmenbashi | 2        |
| Ukraine International Airlines            | Kiev-Boryspil, Lviv | 2        |
| Uzbekistan Airways                        | Tashkent | 2        |
| Yakutia Airlines                          | Krasnodar | 2        |
| Zagros Airlines                           | Tehran-Imam Khomeini | 2        |
| Zagrosjet                                 | Erbil | 2        |

## Statistik
Sökfråga på wikidata efter rådata.